# St. Mauritius (Biberach-Prinzbach)

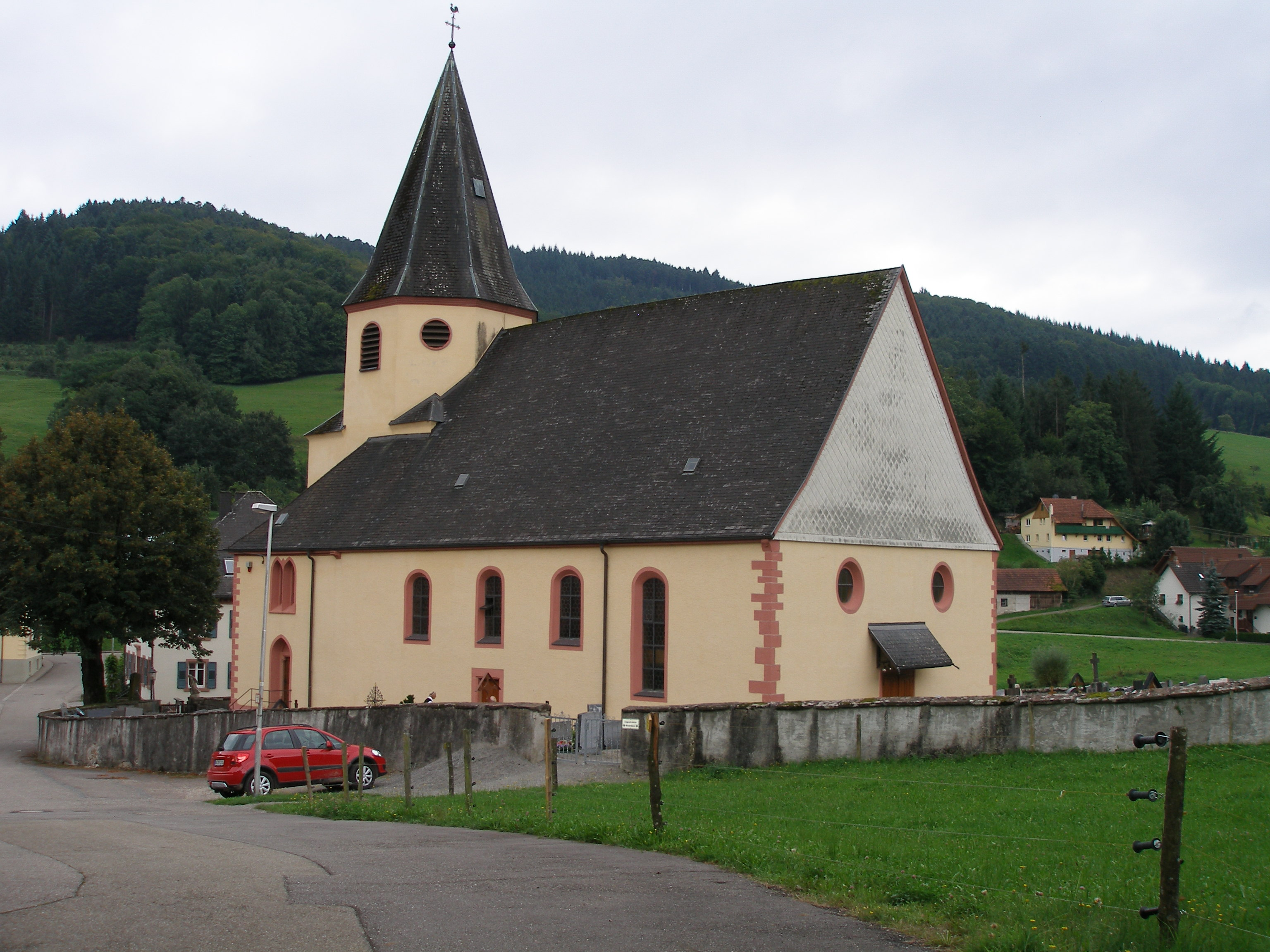
St. Mauritius von Nordosten

St. Mauritius ist die römisch-katholische Pfarrkirche von Prinzbach, einem Ortsteil von Biberach in Baden-Württemberg. Sie gehört mit St. Symphorian in Zell am Harmersbach, St. Gallus in Oberharmersbach, St. Ulrich in Nordrach, St. Nikolaus in Unterentersbach, Maria zu den Ketten in Zell am Harmersbach und St. Blasius in Biberach zur Seelsorgeeinheit Zell des Dekanats Offenburg-Kinzigtal im Erzbistums Freiburg. Sie ist zugleich Pfarrkirche von Schönberg, einem Ortsteil von Seelbach (Schutter).

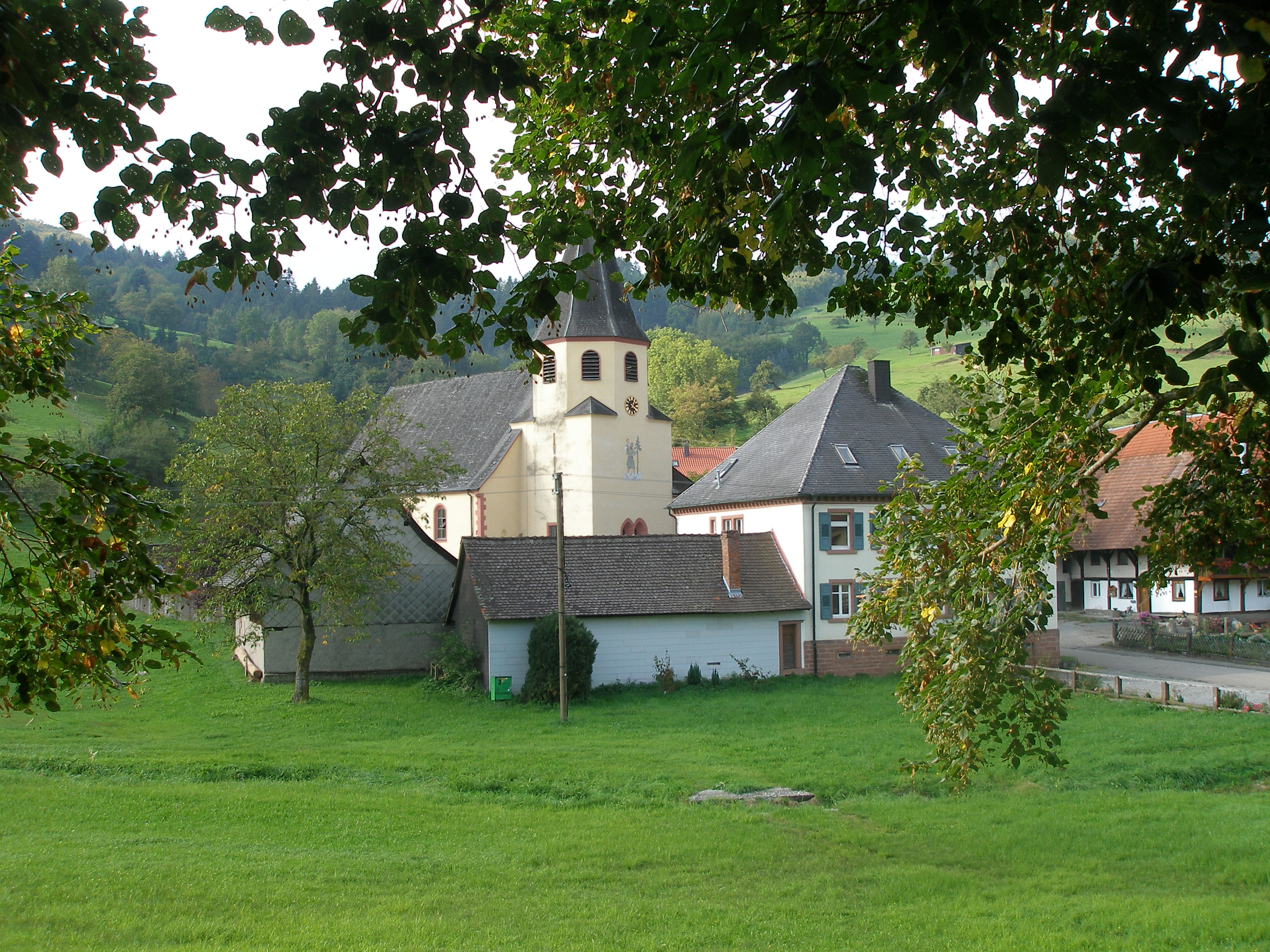
Kirche mit Pfarrhaus und Wirtschaftsgebäuden

## Geschichte
Prinzbach wird 1257 in den Annalen des Dominikanerklosters Colmar zum ersten Mal erwähnt: „In Brusbach monte Brisgaudie inveniebatur argentum in magna quantitate“ – „In Prinzbach im Schwarzwald fand man Silber in großer Menge.“ Das Datum war Grundlage der 750-Jahr-Feier im Jahr 2007. Ein Pfarrer in Prinzbach „Walterus Clericus de Brunsebach“ wird 1291 genannt. Jedoch ist die Pfarrei älter; schließlich war Prinzbach im 13. und 14. Jahrhundert eine durch ihren Silberbergbau blühende Stadt. Man hat erwogen, der heilige Mauritius sei zum Kirchenpatron gewählt worden, weil er neben den Soldaten, Waffen- und Messerschmieden auch die Bergleute beschützte – ein sonst allerdings nicht belegter Glaube. Mit dem Niedergang des Silberbergbaus im 14. Jahrhundert ging Prinzbach seiner Stadtrechte verlustig. Es gehörte in dieser Zeit den Herren von Geroldseck, die 1560 den Protestantismus einführten. Nach ihrem Aussterben 1634 kam Prinzbach als österreichisches Lehen an die Herren von Cronberg und wurde wieder katholisch. Den ebenfalls ausgestorbenen Cronbergern folgten die Herren von der Leyen, die Hohengeroldseck 1697 in Besitz nahmen. 1819 kam Prinzbach zum Großherzogtum Baden. Die Pfarrei, bis 1803 im Erzbistum Straßburg, dann im Bistum Konstanz, gehört seit 1821 zum neu gegründeten Erzbistum Freiburg.

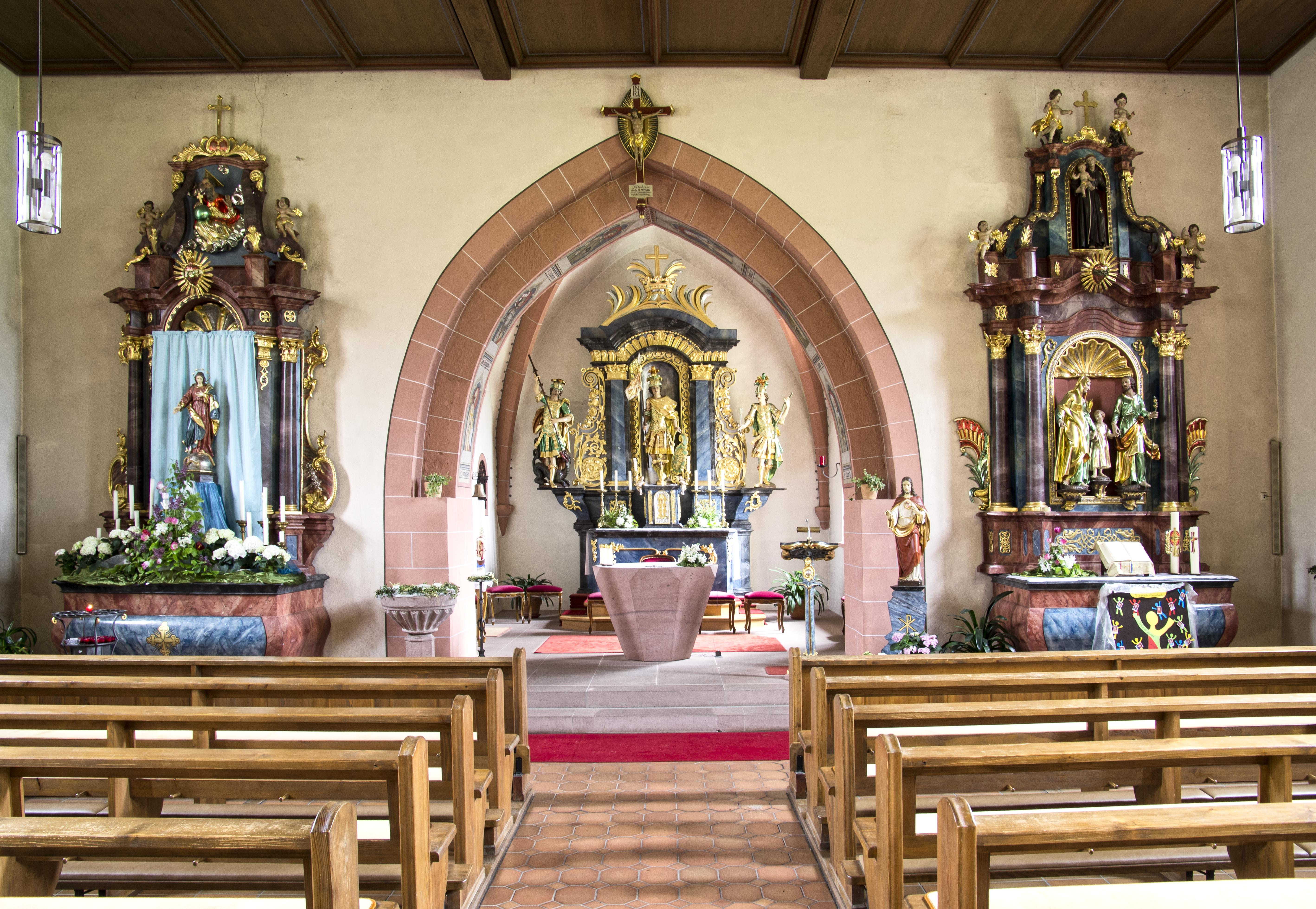
Inneres nach Osten

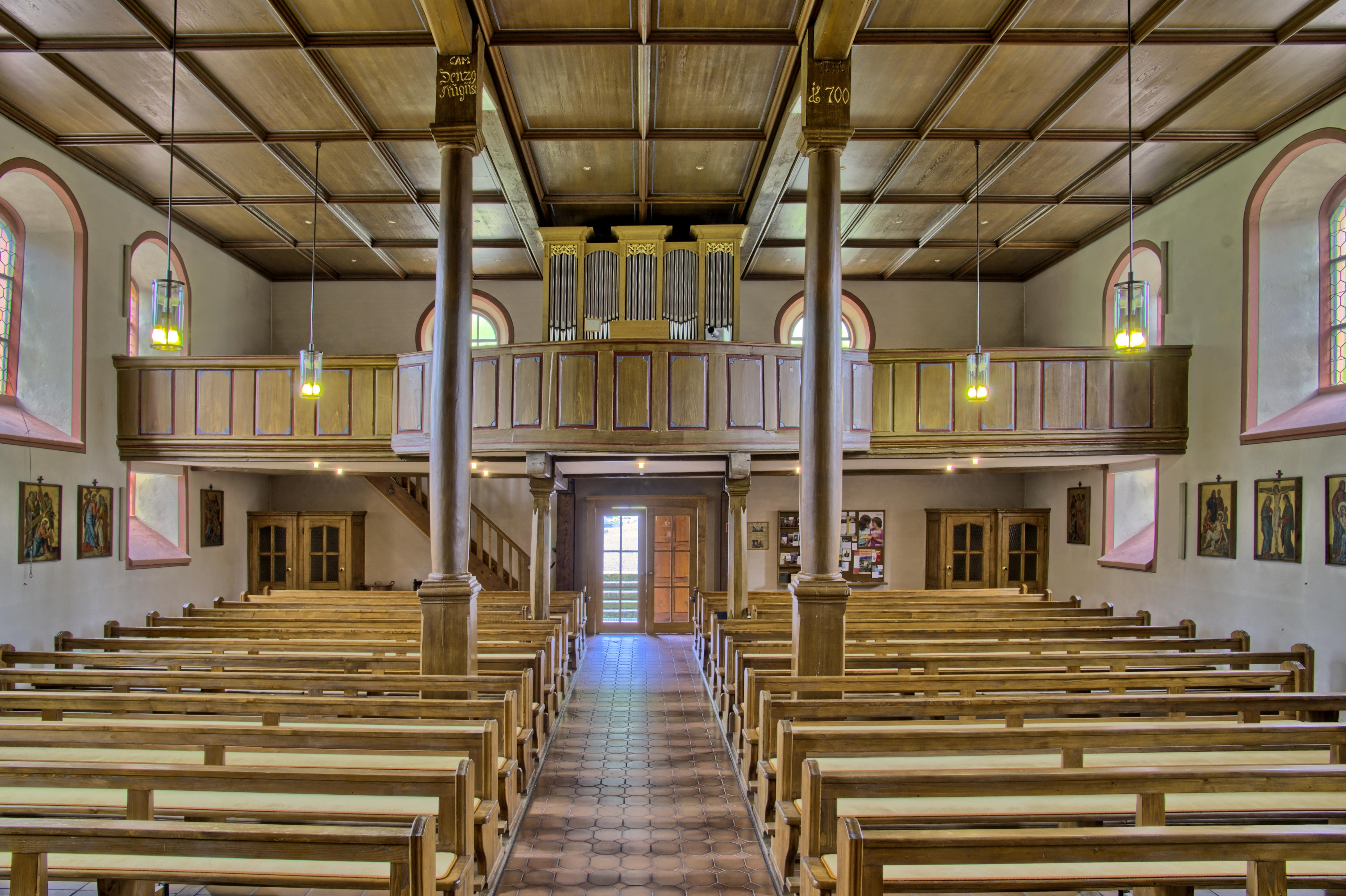
Inneres nach Westen

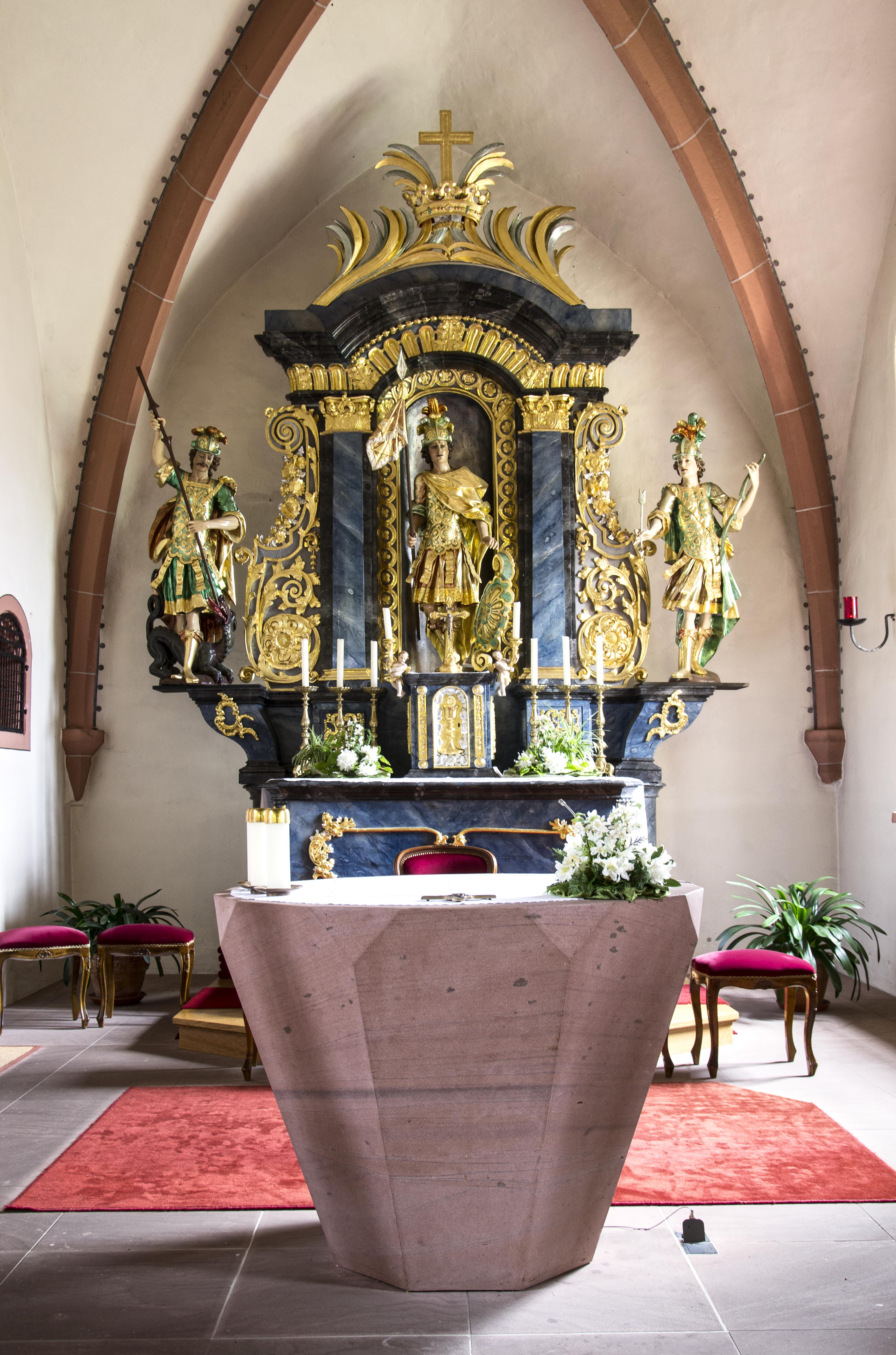
Hochaltar und Zelebrationsaltar

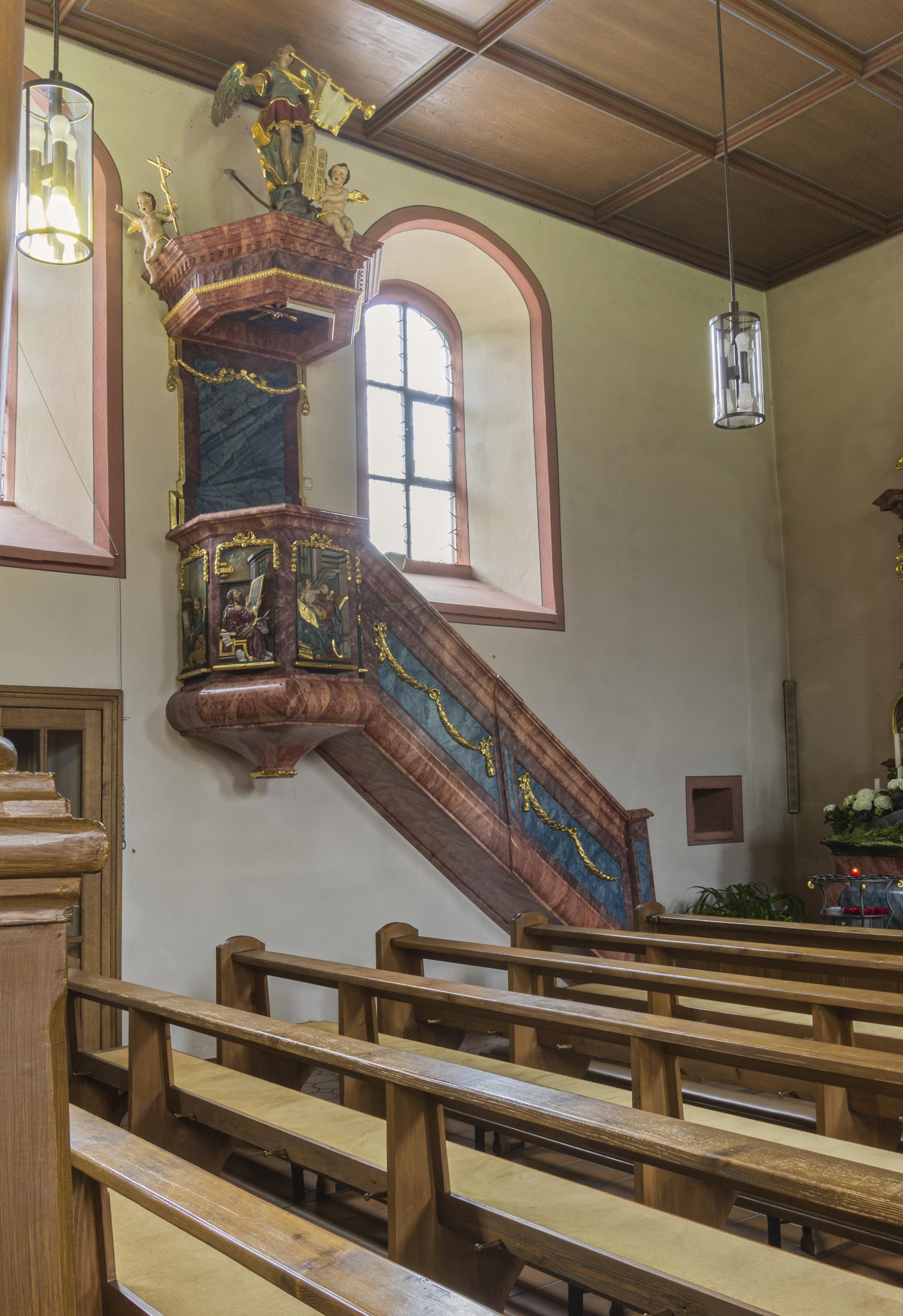
Kanzel

Die erste Kirche war ein Rechteckraum, viel kleiner als das heutige Schiff, mit östlich angeschlossenem Rechteckchor. Im 13. Jahrhundert wurde das Schiff in der heutigen Größe neu aufgeführt und über dem Chor ein Turm errichtet. Nach Kriegszerstörungen mussten das Schiff und der Turm oberhalb seiner beiden unteren Geschosse in den Jahren 1699 bis 1701 wiederum neu gebaut werden. So blieb die Kirche, abgesehen vom Anbau einer Sakristei 1867 und der Krönung des Turms mit einer neuen, höheren Pyramide 1935. 1950 bis 1970 erhielt das Schiff eine neue Holzdecke und eine Heizung. Bei den Erdarbeiten traten die Fundamente der ersten Kirche zu Tage. Die letzte Innenrenovation erfolgte 1983 bis 1990.

## Gebäude
Vom Dorf her nähert man sich der Ostseite der Kirche, also dem Chorturm, auf dessen quadratischen Untergeschossen eine achteckige Glockenstube und dann der spitze Turmhelm aufsitzen. In der Ostwand des untersten Geschosses öffnet sich ein spitzbogiges Zwillingsfenster, in der Glockenstube öffnen sich Rundbogenfenster. Das nahezu quadratische Schiff wird jederseits durch vier Rundbogenfenster, in der Westwand durch zwei Oculi beleuchtet. Schiff und Turm sind schiefergedeckt. Bis auf rote Eckquader, Fenster- und Türrahmungen ist das Äußere weiß getüncht.
Zum Ensemble gehören der Friedhof rund um die Kirche mit einem Sandsteinkreuz von 1762, eine Lourdesgrotte von 1913 und das Pfarrhaus von 1863 mit Scheune und Stallungen. Der letzte Pfarrer, der den Hof noch selbst mit Knecht und Magd bewirtschaftete, war Wilhelm Berger (1834–1901). Er gründete 1866 die Kongregation der Franziskanerinnen vom Göttlichen Herzen Jesu in Gengenbach und ruht auf dem Friedhof.
Im Innern führt ein niedriger Bogen ins Chorquadrat, dessen Gewölberippen auf Konsolen ruhen und in einem Schlussstein mit einem Lamm Gottes zusammentreffen. Die hölzerne Kassettendecke wird in der Mitte des Schiffs von zwei Holzsäulen gestützt. In ihre Kapitelle ist „Den 29 August 1700“ geschnitzt, vielleicht das Weihedatum nach der Wiederherstellung. Zwei weitere Holzsäulen tragen im Westen eine Orgelempore, deren Holzbrüstung in der Mitte etwas vorschwingt. Das Braun des Holzes bestimmt mit dem Weiß der Wände, roten Architekturgliederungen und dem Glanz der Altäre das Innere.

## Ausstattung
Über den Hochaltar urteilt das Dehio-Handbuch 1997: „Choraltar mit Ädikula und Blindflügeln in prunkvoller Aufmachung, um 1715, Philipp Winterhalder zugeschrieben. Herzhaft frische, in Lüstertechnik gefaßte Schnitzfiguren der drei Ritter-Heiligen Mauritius, Georg und Sebastian.“ Philipp Winterhalder war ein Schwager des damaligen Prinzbacher Pfarrers. Die Kosten trug vermutlich der Patronatsherr Karl Kaspar von der Leyen und Hohengeroldseck (1655–1739). Die Farbfassung des Altars ist gemäß Spuren der ursprünglichen Fassung erneuert, blau und golden. Mauritius steht in der Mitte zwischen Pilastern, die einen Bogen tragen, dem Palmblätter, Kreuz und Krone aufsitzen. Schleierbretter neben den Pilastern enden oben in einer Volute, unten in einer Sonnenblume. Seitlich steht links Georg, den Drachen tötend, rechts Sebastian, einen Bogen in der linken, einen Pfeil in der rechten Hand.
Die beiden Seitenaltäre sind jünger, 1761–1763. Ihr Schöpfer ist unbekannt. Zentrum des linken ist eine Pietà zwischen jederseits einer Säule mit einem Schleierbrett und unter einer Muschel. Zum Auszug leitet ein mit Blüten umwundenes Herz in einem Strahlenkranz über. Darüber thront Gottvater zwischen Putten. Zentrum des rechten Seitenaltars ist die Heilige Familie, umgeben ähnlich wie links die Pietà. Im Auszug steht, „hier ursprünglich nicht vorgesehen, eine etwas zu groß geratene Figur des heiligen Antonius“.

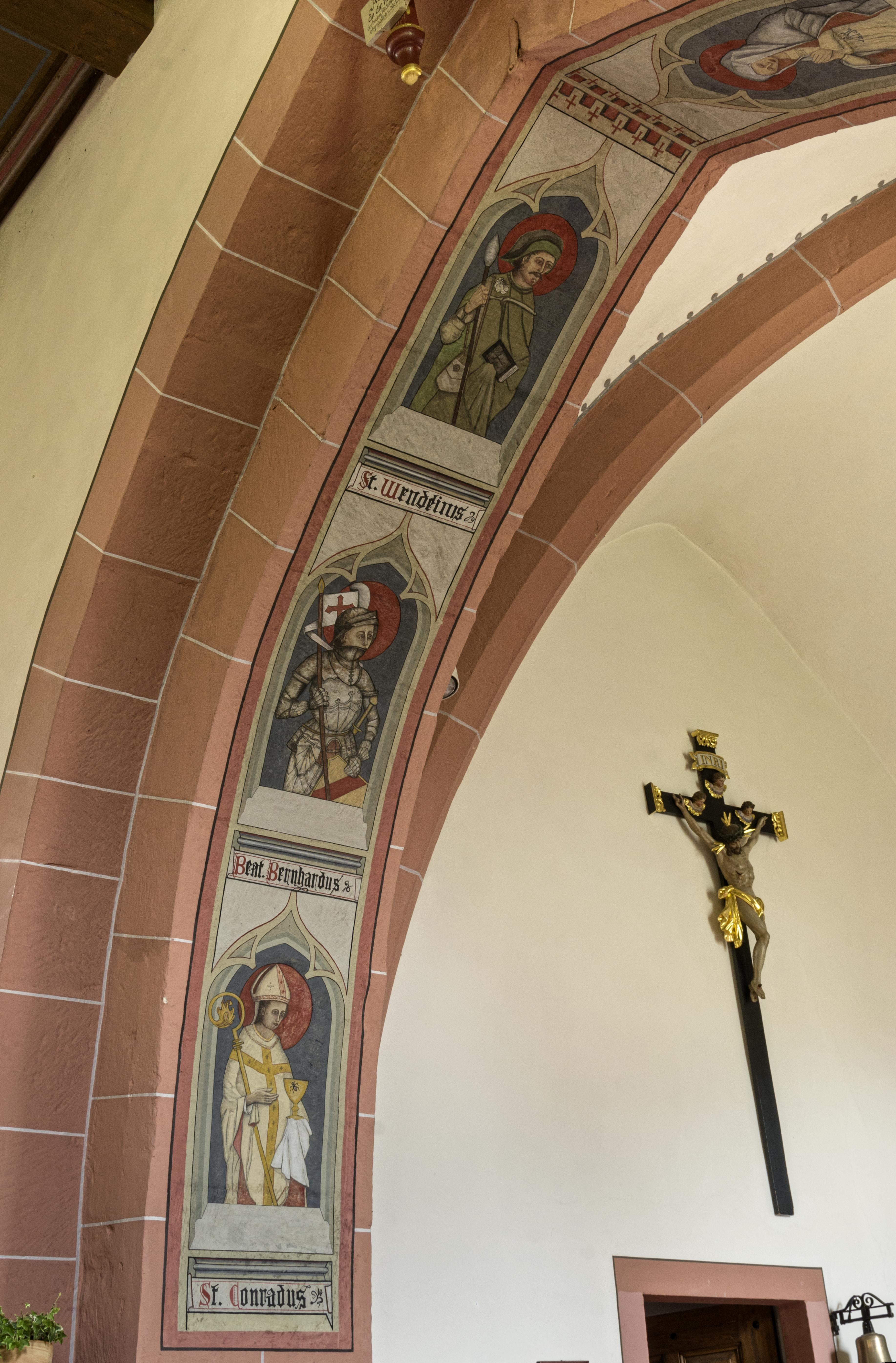
Chorbogen links
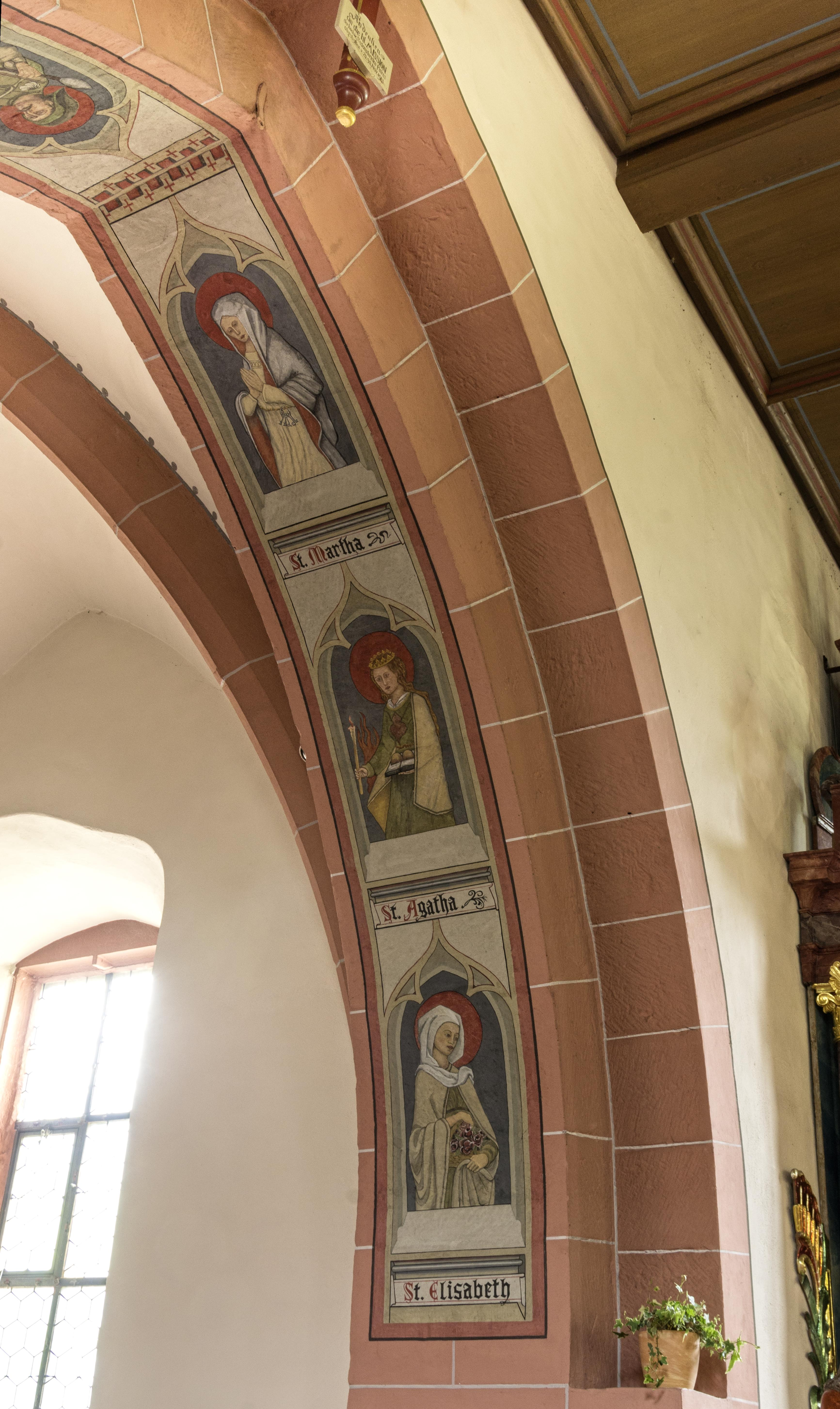
Chorbogen rechts

Der Korb der Kanzel von 1782–1783 zeigt in Reliefs die vier Evangelisten schreibend (Lukas eine Madonna malend) mit ihren Attributen. Auf dem Schalldeckel bläst ein großer Engel eine Posaune (Mt 24,31 ), und drei Putten halten unter anderem die Gesetzestafeln des Moses.
Die Laibung des Chorbogens ist mit – 1983 restaurierten – Heiligenbildern aus dem 19. Jahrhundert ausgemalt: links Bischof Konrad von Konstanz mit der Spinne an seinem Kelch, Bernhard II. (Baden) in Ritterrüstung, ein Seliger, kein Heiliger, und Wendelin mit Hirtenstab und -tasche, rechts Martha von Bethanien mit einem Schlüsselbund, Agatha von Catania mit zwei Agathabroten auf einem Buch und Elisabeth von Thüringen mit den Rosen ihres Rosenwunders. Verschwunden ist eine Inschrift: „Weil die Kirche seit dem Luthertum öd und schnöd gestanden, ist sie von Baron von der Leyen renoviert worden unter Pfarrer Blochinger 1701.“
Die Orgel auf der Empore im hinteren Teil der Kirche ist die dritte an dieser Stelle. Sie wurde 2000 von der Waldkircher Orgelbau Jäger & Brommer konstruiert und am 24. September 2000 geweiht. Sie verfügt über 15 Register auf zwei Manualen und Pedal.
Von den vier Glocken im mittelalterlichen Glockenstuhl der achteckigen Glockenstube wurde die größte mit einem Durchmesser von 960 mm im Jahr 1768 von Matthäus Edel in Straßburg gegossen. Die drei anderen goss die Glockengießerei Bachert 1951 in Karlsruhe. Die Glocken hängen an Glockenjpchen aus Holz und sind auf die Schlagtöne  as’-3 – c″+2 – es″-2 – f″-2 gestimmt.